# Orthochirus gantenbeini
Espèce
Orthochirus gantenbeini est une espèce de scorpions de la famille des Buthidae.

## Distribution
Cette espèce est endémique de la province du Khouzistan en Iran. Elle se rencontre vers Dezfoul.

## Description
Le mâle holotype mesure 28,90 mm.

## Étymologie
Cette espèce est nommée en l'honneur de Benjamin Gantenbein.

## Publication originale
- Kovařík, Yağmur, Fet & Hussen, 2019 : « A review of Orthochirus from Turkey, Iraq, and Iran (Khoozestan, Ilam, and Lorestan Provinces), with descriptions of three new species (Scorpiones: Buthidae). » Euscorpius, no 278, p. 1-31 (texte intégral).